# Cristidiscoidea
Cristidiscoidea es una clase de protistas opistocontos del filo Choanozoa. Son amebas de cuerpo redondeado a partir del cual se extienden los filopodios. También poseen un cristal mitoncodrial discoide. Comprende dos órdenes, Nucleariida y
Fonticulida. Las amebas de Nucleariida y el género Parvularia perteneciente a Fonticulida son parásitos obligados de algas y algunos protozoos. Las amebas del género Fonticula pueden formar cuerpos fructíferos a partir de agrupaciones celulares o seudoplasmodios, una característica única entre los opistocontos.  Cristidiscoidea constituye filogenéticamente el grupo hermano de los hongos. El ancestro de los hongos pudo haber sido un ameboide similar a Nucleariida, parasitario que se volvió osmótrofo por el parasitismo.
Además algunos autores habían propuesto clasificar a Cristidiscoidea en el reino extendido de los hongos que abarcaria a todos los descendientes más cercanos a los hongos clásicos desde la bifurcación Animalia-Fungi. Sin embargo esta propuesta no ha sido aceptada por los especialistas ya que estos grupos por lo general carecen del gen sintetaso de quitina típico de los hongos y la alimentación es fagotrofica en contraposición a los hongos que son osmotroficos.